# يوزف هوفمان

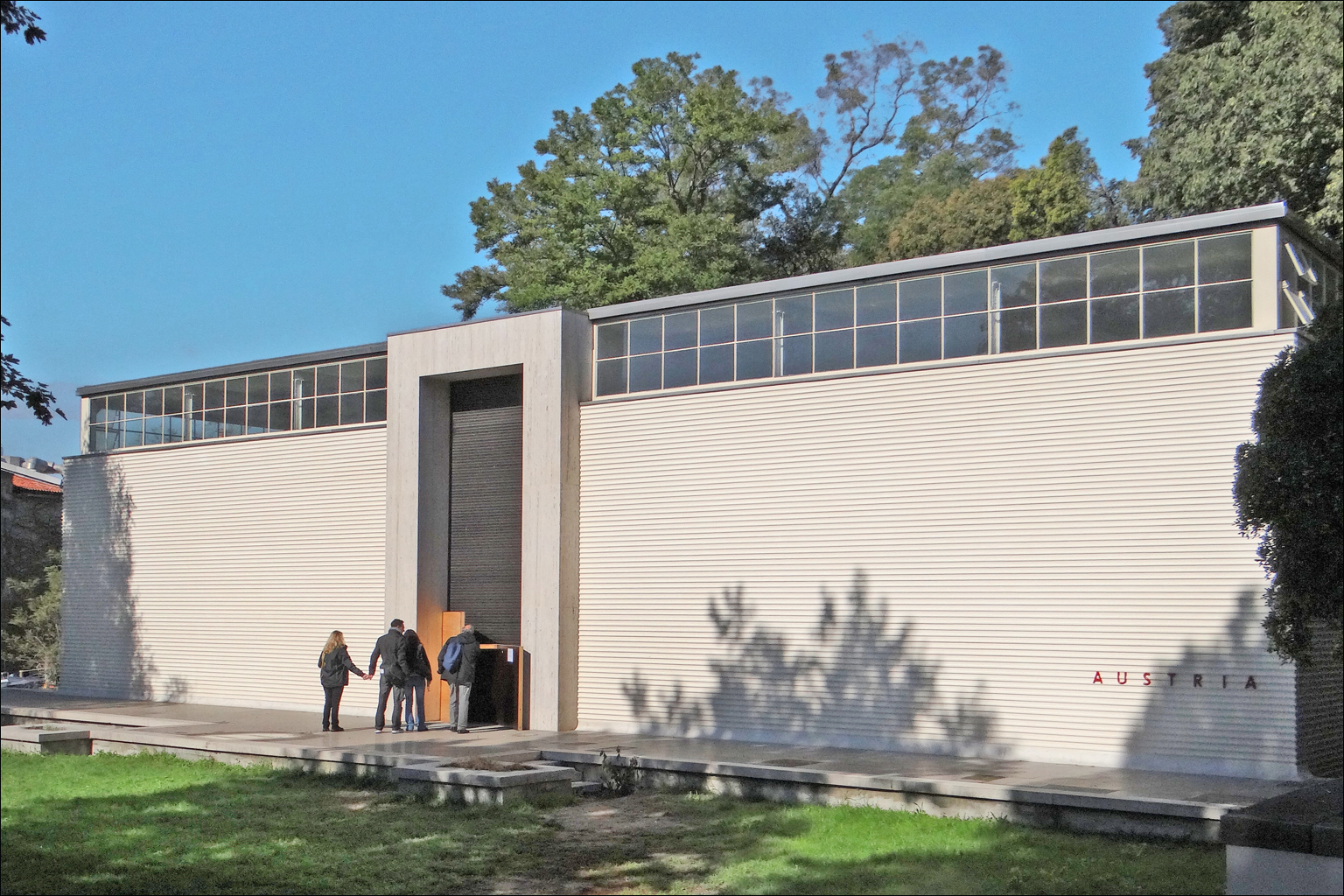
الفسطاط النمساوي (بافيلون) في بينالي البندقية، 1934.

يوزف هوفمان (بالألمانية: Josef Hoffmann ؛ 1870 - 1956) معماري نمساوي، ومصمم أثاث منزلي.

## السيرة المهنية
وُلد يوزف هوفمان في 15 كانون الأول/ ديسمبر 1870، في مورافيا (تقع الآن في جمهورية التشيك). كان له دورا مهما في تطوير العمارة الحديثة في أوروبا منذ وقت مبكر. درس هوفمان على يد أوتو فاغنر في فيينا في عام 1899، وكان أحد مؤسسي حركة الإنفصال الفنية "Vienna Sezession"، والتي على الرغم من تأثرها بحركة الفن الحديث، كانت أكثر حداثة من توجه فاغنر. وابتداء من عام 1899، عمل هوفمان استاذا في كلية الفنون التطبيقية في فيينا، وشارك في 1903 في إنشاء ورشة عمل فيينا، ومركز للفنون والحرف، والذي أدراه لنحو 30 عاما. توفي هوفمان في 7 أيار/ مايو 1956 في فيينا، النمسا.

## جاليري

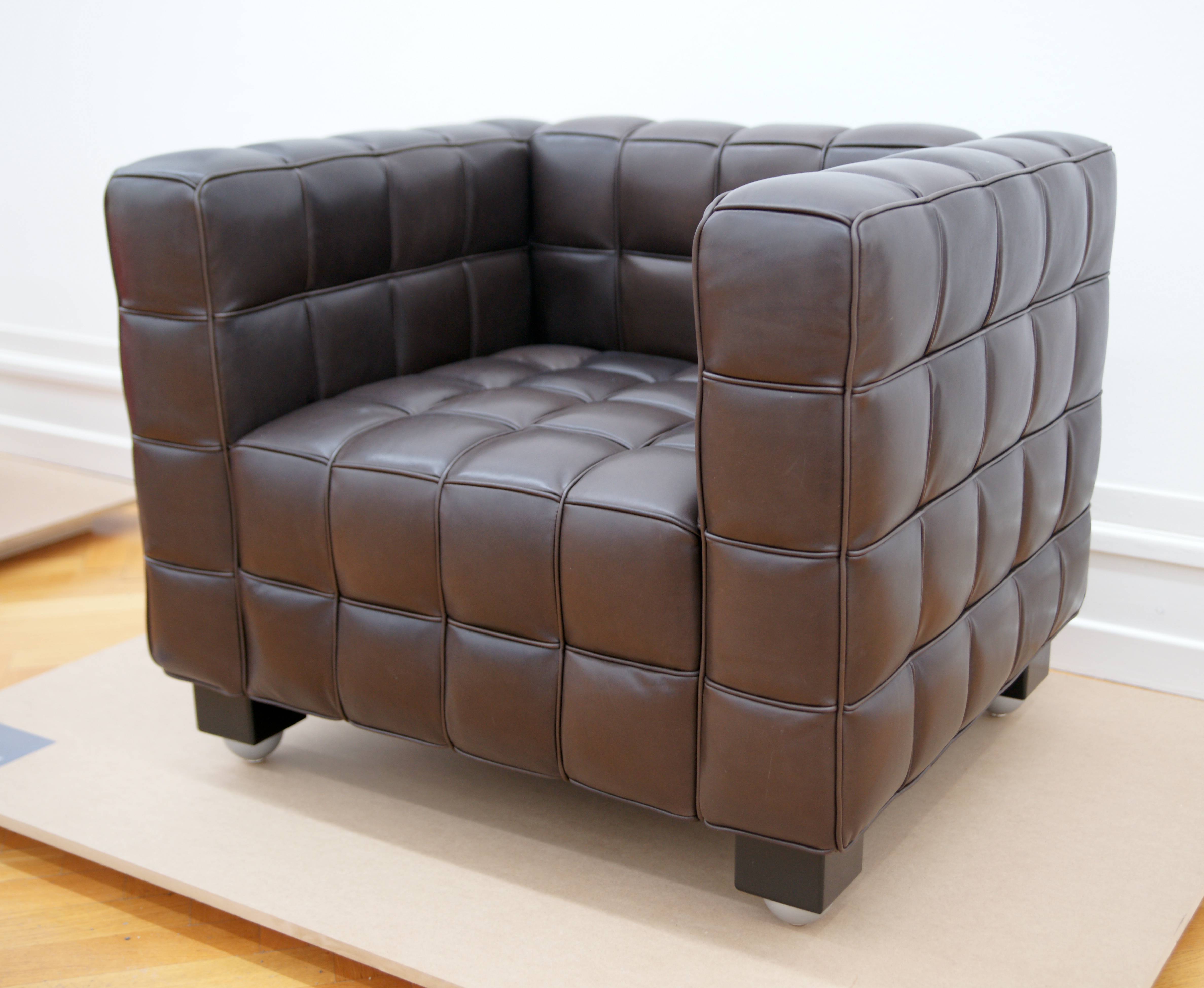
مقعد من تصميمه، 1910
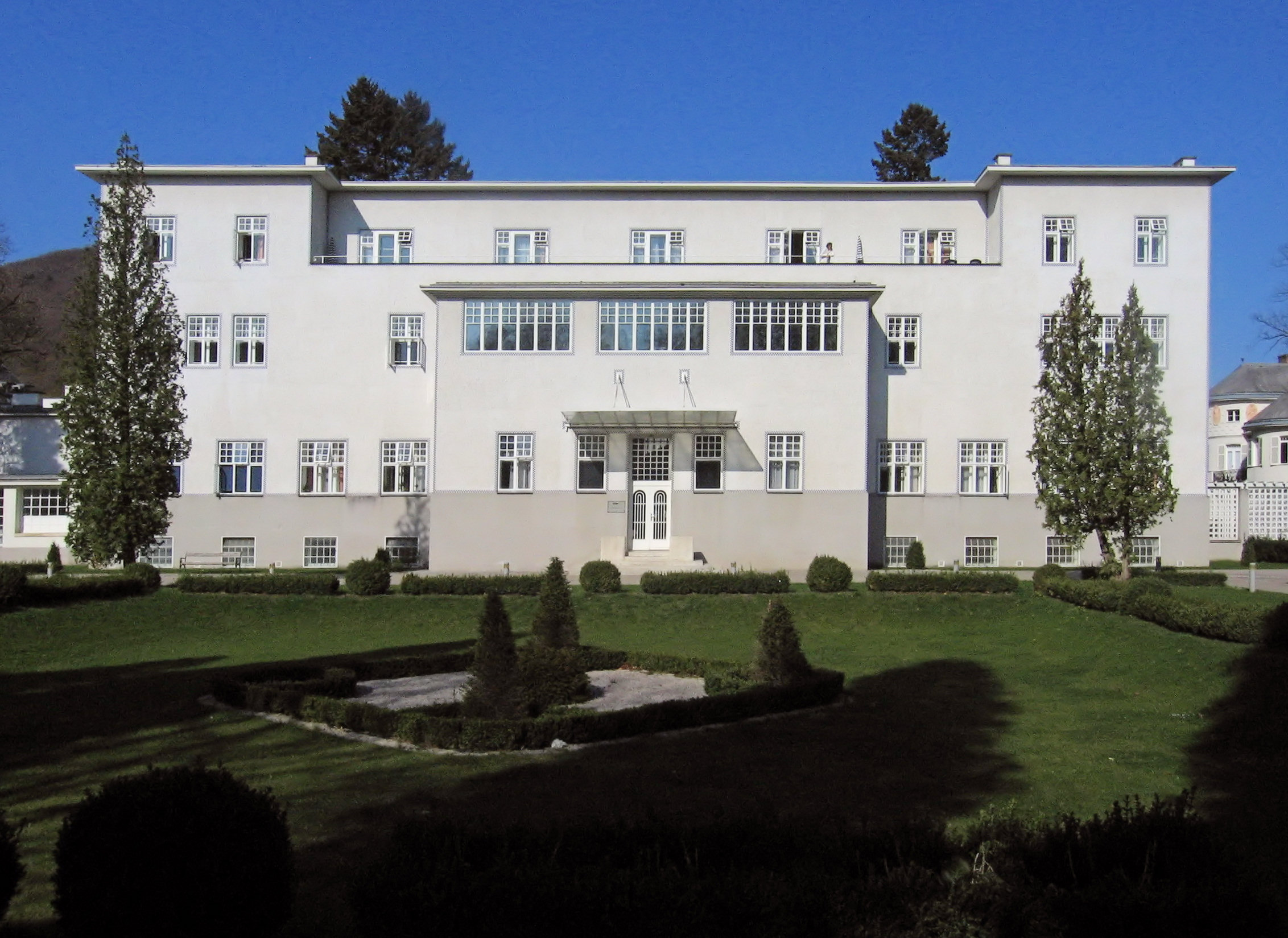
مصحة بوركرسدورف، 1904
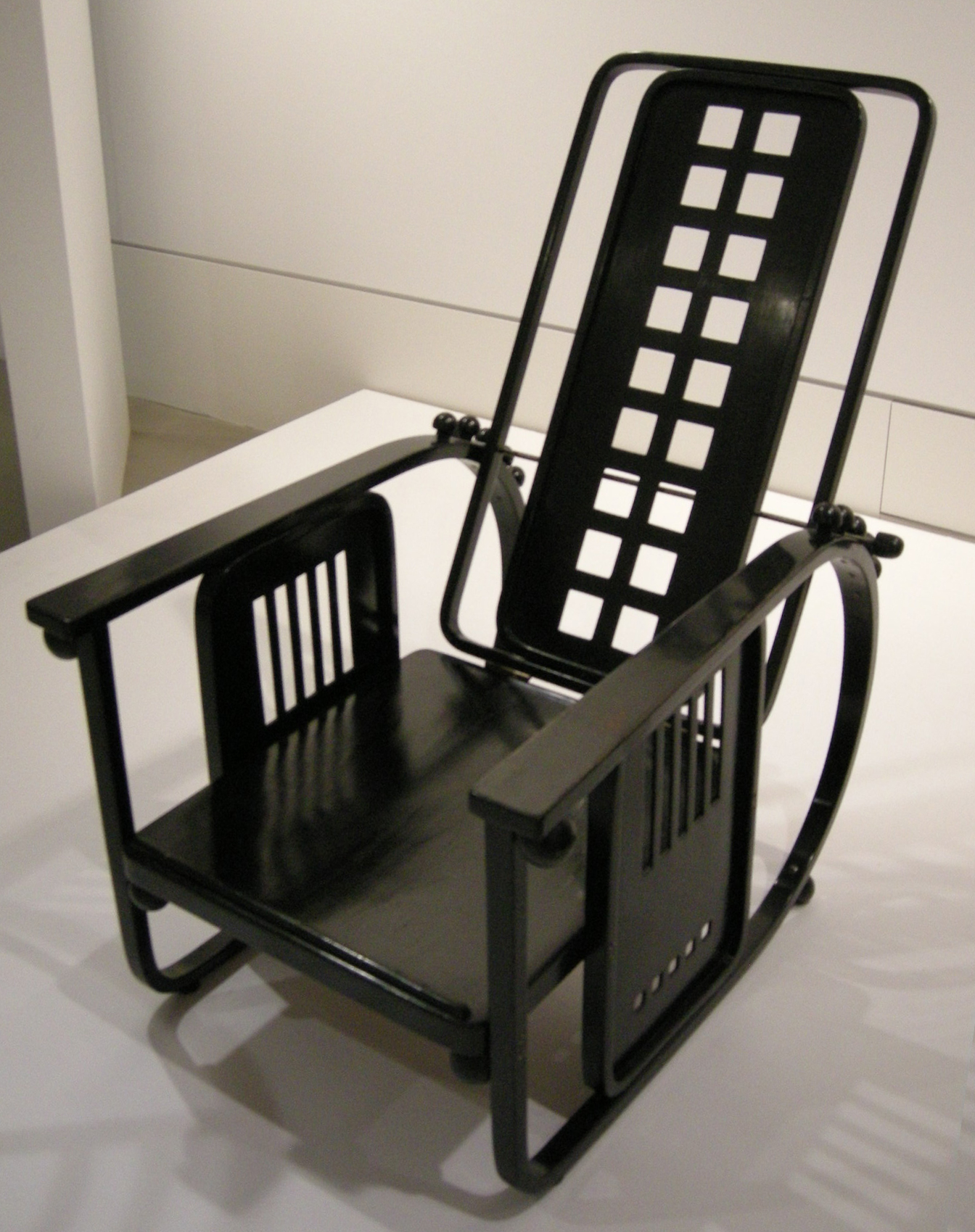
مقعد من تصميمه، 1905

## أعمال مختارة
- منزل مزدوج لكولومان موسر وكارل مول، 1900-1901
- مصحة بوركرسدورف، 1904
- منزل الكاتب ريتشارد بير-هوفمان، فينا، 1907
- فيلا فريتز غروهمان، مورافيا، 1920-1921
- مجمع إسكان كلوسيهوف الحضري 1923-1925
- الفسطاط النمساوي (بافيليون) في بينالي البندقية، 1934

## وصلات خارجية
- يوزف هوفمان على موقع الموسوعة البريطانية (الإنجليزية)
- يوزف هوفمان على موقع إن إن دي بي (الإنجليزية)

- فيديو عن مقعد صممه هوفمان في 1904
- أحد أعمال هوفمان المعمارية في 1911